# Regione Metropolitana di Macapá
Regione Metropolitana di Macapá è l'Area metropolitana di Macapá dello Stato dell'Amapá in Brasile.

## Comuni
Comprende 3 comuni:
- Macapá
- Santana
- Mazagão